# Medal „Za udział w walkach o Berlin”
Medal „Za udział w walkach o Berlin” – polskie odznaczenie wojskowe o charakterze pamiątkowym, nadawane przez Ministra Obrony Narodowej.

## Historia
Medal „Za udział w walkach o Berlin” został ustanowiony przez Sejm ustawą z dnia 21 kwietnia 1966 roku dla uczczenia zwycięstwa nad niemieckim faszyzmem oraz wkładu ludowego Wojska Polskiego w zdobyciu Berlina w 1945 roku. Zgodnie z ustawą medal stanowił uznanie dla osób, które brały udział w walkach o Berlin.
Rozporządzenie z dnia 25 kwietnia 1966 roku Ministra Obrony Narodowej określiło zasady i tryb nadawania medalu, wzór odznaki oraz sposób jego noszenia.
Projektantem medalu był Wacław Kowalik.
Z dniem 23 grudnia 1992 uznano nadawanie Medalu Za udział w walkach o Berlin za zakończone, podobnie jak większości orderów i odznaczeń wojennych za dotychczasowe zasługi (ustawą z dnia 16 października 1992).
Medal jest noszony obecnie na lewej piersi w kolejności bezpośrednio po aktualnie nadawanych odznaczeniach polskich, a przed reformą odznaczeniową z 1992 był noszony przed medalem „Za zasługi dla obronności kraju”. Z racji nadawania przez Ministra Obrony Narodowej, było to odznaczenie resortowe o niższej randze od pozostałych odznaczeń państwowych, wręczanych przez Radę Państwa lub Prezydenta RP.

## Zasady nadawania
Zgodnie z rozporządzeniem medal nadawany był osobom, które pełniły służbę wojskową w okresie od kwietnia 1945 roku do 9 maja 1945 roku w następujących jednostkach Wojska Polskiego:
- 1 Warszawska Dywizja Piechoty (dowództwo, 1, 2, 3 pułk piechoty, 1 pułk artylerii lekkiej, 1 dywizjon artylerii pancernej, 1 batalion saperów)
- 2 Pomorska Brygada Haubic (dowództwo, 7, 8, 9 pułk artylerii haubic)
- 1 Samodzielna Brygada Moździerzy (dowództwo, 5, 8, 10, 11 pułk moździerzy)
- 6 Warszawski Batalion Pontonowo – Mostowy
- Samodzielny Batalion Szturmowy.

Medal mógł być nadany również osobom, które pełniły służbę wojskową w wymienionym okresie w dowództwach i sztabach kierujących walką o Berlin, a także w sztabach i jednostkach Wojska Polskiego współdziałających w zdobyciu Berlina. Medal można było nadawać pośmiertnie.
Nadanie medalu następowało na podstawie dokumentów stwierdzających spełnienie wymaganych warunków, a wniosek o nadanie medalu przedstawiała specjalna komisja powołana przez Ministra Obrony Narodowej. Wraz z odznaką wyróżnienia wręczana była legitymacja. W razie nadania medalu pośmiertnie, odznakę medalu oraz legitymację wręczano najbliższemu członkowi rodziny.
Medal w zasadzie wręczano podczas uroczystości związanych z Dniem Zwycięstwa (9 maja) i wręczany był:
- żołnierzom zawodowym – przez dowódców jednostek wojskowych lub wyższych przełożonych
- żołnierzom rezerwy i żołnierzom w stanie spoczynku – przez szefów wojewódzkich sztabów wojskowych lub ich zastępców albo też przez inne osoby upoważnione przez Ministra Obrony Narodowej.

## Opis odznaki
Odznaką medalu jest srebrzony i oksydowany krążek o średnicy 38 mm, na którego awersie znajduje się wizerunek Orderu Krzyża Grunwaldu otoczony na obwodzie napisem ZA UDZIAŁ W WALKACH O BERLIN. Na rewersie jest pionowa gałązka lauru, na której jest wkomponowany poziomy napis w trzech wierszach: MINISTERSTWO / OBRONY NARODOWEJ / PRL.
Odznaka medalu jest zawieszona na czerwonej wstążce o szerokości 38 mm z żółtymi i czarnymi paskami o szerokości 4 mm po bokach.